# Euphorbia cordatella
Euphorbia cordatella är en törelväxtart som beskrevs av Robertus Cornelis Hilarius Maria Oudejans. Euphorbia cordatella ingår i släktet törlar, och familjen törelväxter.
Artens utbredningsområde är Uruguay. Inga underarter finns listade i Catalogue of Life.